# Narsarsuaq
Narsarsuaq (zastarale Narssarssuaq) je město v kraji Kujalleq v Grónsku. V roce 2016 tu žilo 136 obyvatel. Narsarsuaq je známý především díky svému letišti, hlavnímu a jedinému letišti v Kujallequ. Název Narsarsuaq znamená "velká pláň".

## Historie
Umístění dnešního Narsarsuaqu nebylo v minulosti osídleno žádnými pravěkými kulturami, které přes Grónsko prošly, a ani Nory, kteří oblast navštěvovali.
V roce 1941 založila armáda USA leteckou základnu s názvem Bluie West-1. Za druhé světové války sloužila jako základna pro tisíce letadel, cestujících z Ameriky do bojiští v Evropě. Byla tu také nemocnice s 600 lůžky. Základna fungovala i po druhé světové válce, kdy sloužila jako hlavní základna během Korejské války. Nemocnice se poté rozrostla na 1000 lůžek. Základna byla v roce 1958 uzavřena, v roce 1959 však byla opět obnovena. V roce 1972 se odehrál požár, který zničil základnu i nemocnici, ale na místě jsou stále pozůstatky.
V roce 1988 tu byl vyhlášen národní park s rozlohou asi 15 hektarů, s názvem "Grónské Arbotreum". Nachází se tu asi 50 000 stromů, asi 110 druhů.

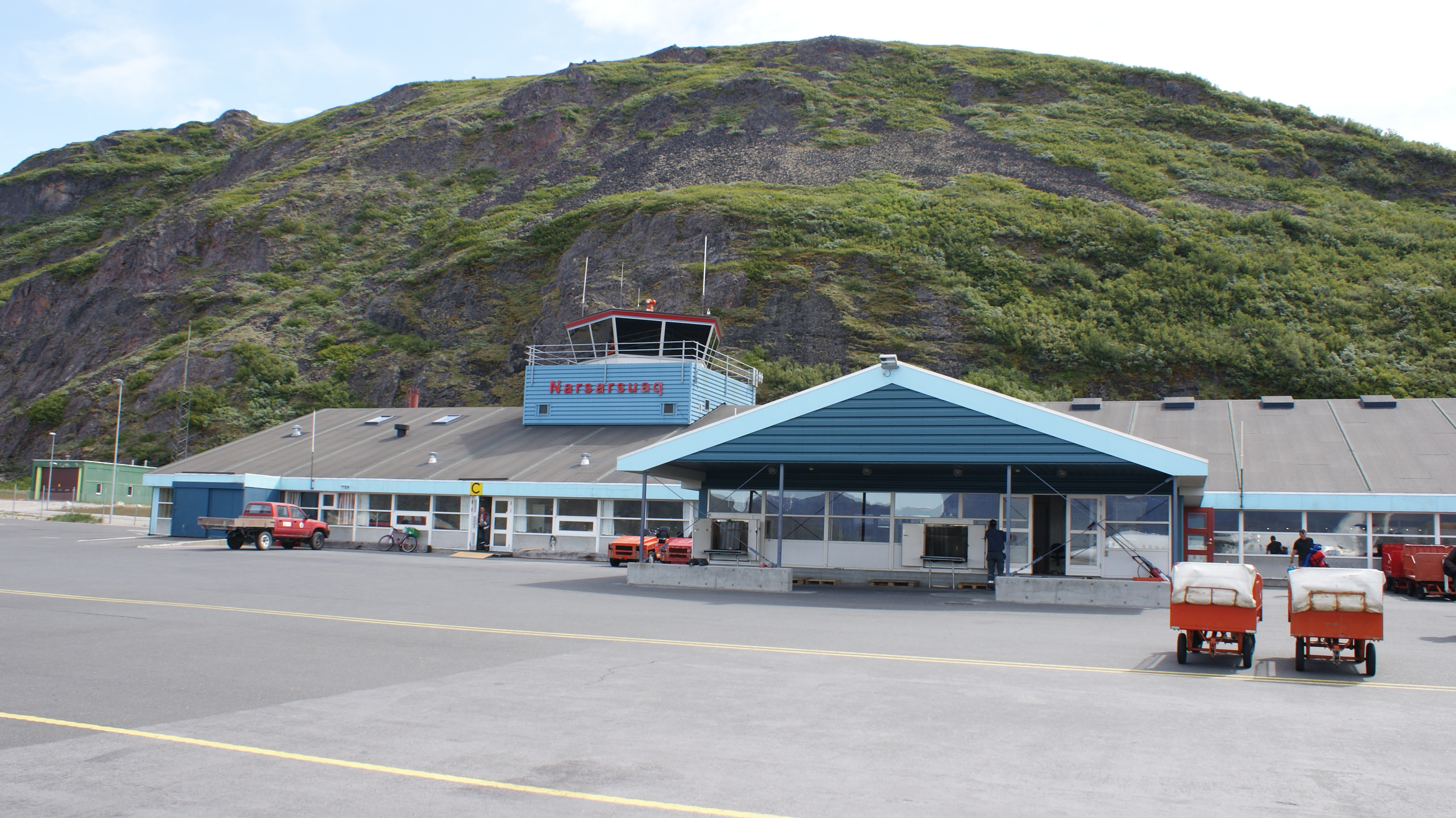
Letištní terminál

## Doprava
Narsarsuaq má jediné a hlavní letiště kraje Kujalleq, a spolu s letištěm Kangerlussuaq jediné letiště, které zvládne velká letadla. Je tu možné letět do Alluitsupu Paa, Kangerlussuaqu, Nanortaliku, Narsaqu, Nuuku, Paamiutu a Qaqortoqu. Mimo Grónsku je tu také možné letět do dánské Kodaně, islandského Keflavíku a faerského Sørváguru.
Mimo letiště je také k dispozici místní přístav a 26 km dlouhá silnice, vedoucí okolo fjordu, spojující Narsarsuaq s Qassiarsukem.

## Počet obyvatel
Počet obyvatel byl v posledních dvou desetiletích nestabilní, v posledních letech klesá.

## Klima

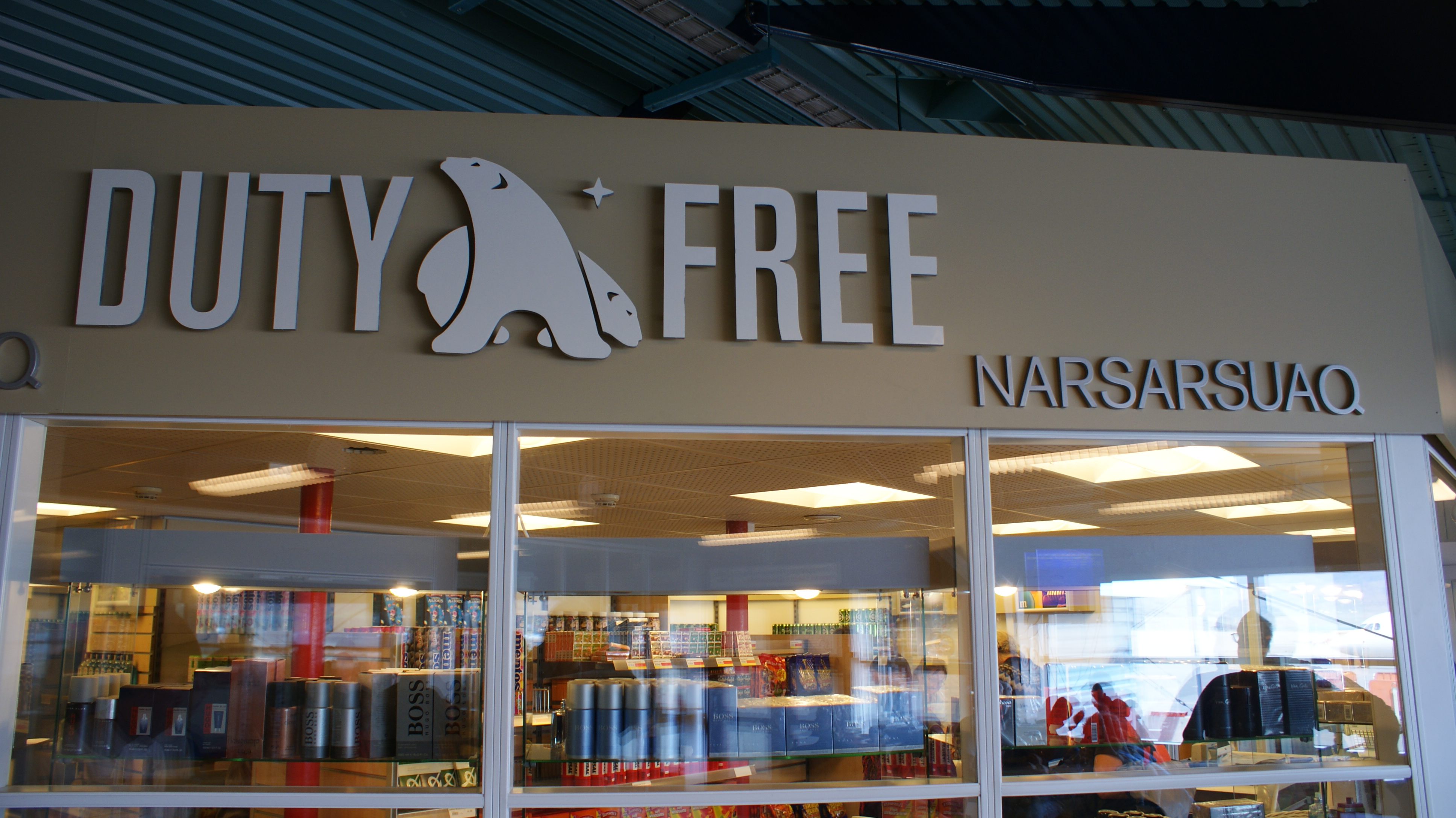
Obchod s potravinami v letištním terminálu patřící společnosti Pilersuisoq

Narsarsuaq má subarktické klima:

| Narsarsuaq – podnebí                  | Narsarsuaq – podnebí | Narsarsuaq – podnebí | Narsarsuaq – podnebí | Narsarsuaq – podnebí | Narsarsuaq – podnebí | Narsarsuaq – podnebí | Narsarsuaq – podnebí | Narsarsuaq – podnebí | Narsarsuaq – podnebí | Narsarsuaq – podnebí | Narsarsuaq – podnebí | Narsarsuaq – podnebí | Narsarsuaq – podnebí |
| Období                                | leden                | únor                 | březen               | duben                | květen               | červen               | červenec             | srpen                | září                 | říjen                | listopad             | prosinec             | rok                  |
| ------------------------------------- | -------------------- | -------------------- | -------------------- | -------------------- | -------------------- | -------------------- | -------------------- | -------------------- | -------------------- | -------------------- | -------------------- | -------------------- | -------------------- |
| Nejvyšší teplota [°C]                 | 14,2                 | 14,2                 | 16,0                 | 18,0                 | 21,6                 | 22,3                 | 24,0                 | 24,0                 | 21,0                 | 18,7                 | 18,5                 | 15,4                 | 24,0                 |
| Průměrné denní maximum [°C]           | −2,6                 | −2,1                 | −1,0                 | 3,7                  | 8,9                  | 12,4                 | 14,3                 | 13,2                 | 9,0                  | 3,8                  | 0,4                  | −2,1                 | 4,8                  |
| Průměrná teplota [°C]                 | −6,8                 | −6,1                 | −5,1                 | −0,1                 | 5,2                  | 8,3                  | 10,3                 | 9,3                  | 5,5                  | 0,4                  | −3,2                 | −6,1                 | 1,0                  |
| Průměrné denní minimum [°C]           | −11,1                | −10,5                | −9,5                 | −4,4                 | 1,4                  | 4,5                  | 6,4                  | 5,5                  | 2,0                  | −2,9                 | −6,9                 | −10,1                | −3,0                 |
| Nejnižší teplota [°C]                 | −39,8                | −32,8                | −32,1                | −23,2                | −16,8                | −3,3                 | 0,2                  | 0,0                  | −7,0                 | −18,8                | −26,0                | −30,2                | −39,8                |
| Průměrné srážky [mm]                  | 38                   | 33                   | 37                   | 42                   | 37                   | 52                   | 65                   | 70                   | 68                   | 51                   | 60                   | 61                   | 614                  |
| Sněžení [cm]                          | 9,3                  | 7,6                  | 8,6                  | 7,6                  | 2,7                  | 0,5                  | 0,0                  | 0,1                  | 1,3                  | 5,5                  | 7,6                  | 8,9                  | 59,7                 |
| Dní s deštěm                          | 10,0                 | 8,2                  | 9,5                  | 10,4                 | 8,8                  | 11,1                 | 12,5                 | 10,6                 | 11,2                 | 9,8                  | 9,6                  | 10,1                 | 121,8                |
| Zdroj: Dánský meteorologický institut |                      |                      |                      |                      |                      |                      |                      |                      |                      |                      |                      |                      |                      |